# Arctocebus
Arctocèbes, Angwantibos
Genre
Arctocebus, l’Angwantibo ou Arctocèbe, est un genre de primates africains de la famille des Lorisidés.

## Liste des espèces
Le genre comprend deux espèces :
- Arctocebus aureus (de Winton, 1902) - Angwantibo doré
- Arctocebus calabarensis (J. A. Smith, 1860) — Potto de Calabar ou Angwantibo de Calabar